# مجتبی اصغری
مجتبی اصغری، (In English, Mojtaba Asghari)متولد ۲۵ دی ۱۳۷۶ در شهرستان شفت استان گیلان، یکی از کشتی‌گیران آزاد ایران است که در اوزان مختلف ۶۹، ۷۹ و ۸۶ کیلوگرم و در تیم ملی ایران فعالیت می‌کند.

## سوابق و افتخارات

### ۲۰۱۵
اصغری در سال ۲۰۱۵، مجتبی اصغری به عنوان نفر اول انتخابی تیم ملی ایران در وزن ۶۹ کیلوگرم انتخاب شد و به عضویت تیم ملی نوجوانان پیوست.
در مسابقات جهانی بوسنی و هرزگوین، شهر سارایاوو، موفق به کسب مدال برنز جهان در وزن ۶۹ کیلوگرم شد.
مجتبی اصغری به عنوان عضو تیم ملی نوجوانان ایران، در مسابقات آسیایی دهلی نو هند شرکت کرده و مدال نقره آسیا را در وزن ۶۹ کیلوگرم به دست آورد.

### ۲۰۱۹
در سال ۲۰۱۹، اصغری به عنوان نفر اول انتخابی تیم ملی امیدهای ایران در وزن ۷۹ کیلوگرم انتخاب شد و در مسابقات جهانی امیدها در کشور رومانی شرکت کرد.
او در همان سال، به عنوان عضو تیم ملی بزرگسالان، در مسابقات جهانی بزرگسالان در یاکوتس روسیه شرکت نمود و موفق به کسب عنوان نائب قهرمانی شد.
وی در مسابقات کشوری بزرگسالان هم، در وزن ۷۹ کیلوگرم، مجتبی اصغری موفق به کسب مدال برنز شد.

### ۲۰۲۲
در مسابقات کشوری بزرگسالان در سال ۲۰۲۲، اصغری به عنوان نفر دوم در وزن ۸۶ کیلوگرم رسید و به عضویت تیم ملی ایران در مسابقات بین‌المللی یاشاردوغو پیوست.